# جوردین کانادا
جوردین کانادا (انگلیسی: Jordin Canada؛ زادهٔ ۱۱ اوت ۱۹۹۵) بازیکن بسکتبال اهل ایالات متحده آمریکا است.